# Petar Miloradović
Œuvres principales
- Sredozemlja (1997)

Petar Miloradović (en serbe cyrillique : Петар Милорадовић ; né en 1970 à Gornji Milanovac) est un poète serbe. En 1997, il a reçu le prix Branko, décerné chaque année par l'Association des écrivains de Voïvodine à un poète de langue serbe de moins de trente ans pour son premier recueil de poésie,.

## Œuvres
Petar Miloradović est l'auteur des recueils de poèmes suivants :
- Sredozemlja (Au centre de la terre), 1997.
- Porto, 2000.
- Slajdovi (Diapositives), 2004.
- Kolonija (Colonie''), 2007.
- Poslednja večera (Le dernier Soir), 2010.
- O zelenom kamionu i drugom (Le Camion vert et autre), Centre culturel de Novi Sad, 2014  (ISBN 978-8679313577)[4].

## Récompense
- Prix Branko, 1998.